# Stati degli presidii
Stati degli presidii var en klientstat till Kungariket Spanien, belägen på centrala Apenninska halvön, och bestod av städerna Orbetello, Porto Ercole, Porto Santo Stefano, Talamone, Ansedonia och Porto Longone. Porto Longone omfattade även ett befäst område på ön Elba.
Statsbildningen skapades på initiativ av kung Filip II av Spanien 1557, från territorier som tidigare tillhört Republiken Siena.
År 1801 införlivades områdena med Kungariket Etrurien. På Wienkongressen 1815 gavs de tidigare områdena bort till Storhetigdömet Toscana, vilket gällde fram till Italiens enande.